# Lincomycine
La lincomycine est une molécule antibiotique produite par l'actinobactérie Streptomyces lincolnensis (en) et appartenant à la classe des lincosamides. La clindamycine en est dérivée.

## Mode d'action
La lincomycine inhibe la synthèse protéique bactérienne par fixation au ribosome bactérien.
Elle se fixe spécifiquement à la grande sous unité 50S du ribosome avec différents effets :
- Empêcher la fixation de la sous unité 50s à la petite sous unité ribosomique
- Empêcher la fixation des ARNt en se fixant spécifiquement aux sites A et P du ribosome
- Inhiber la formation du ribosome en se fixant en amont au brin 23S constitutif de la grande sous-unité

### Espèces sensibles
- aérobies à Gram + : Corynebacterium diphtheriae, Enterococcus faecium, erysipelothrix, staphylococcus méti-S, staphylococcus méti-R, streptococcus B, streptococcus non groupable, Streptococcus pneumoniae, Streptococcus pyogenes ;
- aérobies à Gram - : campylobacter ;
- anaérobies : actinomyces, bacteroides, capnocytophaga, clostridium autres que perfringens et difficile, Clostridium perfringens, eubacterium, fusobacterium, Gardnerella vaginalis, mobiluncus, peptostreptococcus, porphyromonas, prevotella, Propionibacterium acnes, veillonella ;
- autres : Chlamydia trachomatis, leptospires, Mycoplasma hominis, Mycoplasma pneumoniae.

### Espèces résistantes
- aérobies à Gram + : Corynebacterium jeikeium, entérocoques (autres que Enterococcus faecium), listeria, Nocardia asteroides, Rhodococcus equi ;
- aérobies à Gram - : bacilles à Gram - non fermentaires (acinetobacter, pseudomonas, etc.), Branhamella catarrhalis, entérobactéries, haemophilus, legionella, neisseria, pasteurella ;
- anaérobies : Clostridium difficile ;
- autres : mycobactéries, Ureaplasma urealyticum.

## Contre-indications
- Allergie aux lincosamides
- Nourrisson <1 mois
- Méningites car la diffusion de la molécule est insuffisante

## Effets secondaires
Les laboratoires Pfizer stipulent dans leur fiche produit ces mises en garde :
- Des réactions d'hypersensibilité sévères, y compris des réactions anaphylactiques et des effets indésirables cutanés graves tels que le syndrome de Stevens-Johnson (SJS), la nécrolyse épidermique toxique (NET), la pustulose exanthématique aiguë généralisée (PEAG) et l'érythème polymorphe (EP) ont été rapportées chez les patients recevant un traitement par lincomycine.
- La diarrhée associée au Clostridium difficile (DACD) a été rapportée avec l’utilisation de presque tous les antibactériens, y compris la lincomycine, et sa sévérité peut aller d’une diarrhée légère à une colite fatale. Un traitement antibactérien modifie la flore normale du côlon, ce qui entraîne une prolifération de C. difficile qui produit des toxines A et B (...) une leucocytose, une fièvre, des crampes abdominales sévères, et du mucus ou du sang dans les selles. Faute de traitement, le patient peut développer une péritonite potentiellement fatale, un choc et un mégacôlon toxique.
- Affections hématologiques et du système lymphatique : Pancytopénie, Agranulocytose, Anémie aplastique, Neutropénie, Leucopénie, Purpura thrombocytopénique
- Affections du système immunitaire : Réaction anaphylactique, Angioedème, Maladie du sérum
- Affections cardiaques : Arrêt cardiorespiratoire, arythmies
- Affections vasculaires : Hypotension, Thrombophlébite
- Affections gastrointestinales : Diarrhées et vomissements (susmentionnés), Œsophagite
- Affections hépatobiliaires : Jaunisse (Ictère), Anomalies des tests fonctionnels hépatiques
- Affections de la peau et du tissu sous-cutané : Nécrolyse épidermique toxique (NET), Pustulose exanthématique aiguë généralisée (PEAG), Syndrome de Stevens-Johnson (susmentionnés), Dermatite bulleuse, Dermatite exfoliative, Érythème polymorphe